# Пеньківська сільська рада (Томашпільський район)
| Пеньківська сільська рада — колишній орган місцевого самоврядування у Томашпільському районі Вінницької області з адміністративним центром у с. Пеньківка. Сільській раді підпорядковані населені пункти: - с. Пеньківка |

## Склад ради
Рада складається з 12 депутатів та голови.

## Керівний склад сільської ради
| ПІБ                       | Основні відомості                                                                           | Дата обрання | Дата звільнення |
| ------------------------- | ------------------------------------------------------------------------------------------- | ------------ | --------------- |
| Петрончак Марія Василівна | Сільський голова, 1960 року народження, освіта, Всеукраїнське об'єднання «Батьківщина»      | 26.03.2006   | 31.10.2010      |
| Петрончак Марія Василівна | Сільський голова, 1960 року народження, освіта вища, Всеукраїнське об'єднання «Батьківщина» | 31.10.2010   |                 |

Примітка: таблиця складена за даними джерела